# Kanhan (Pipri)
Kanhan (Pipri) là một thị trấn thống kê (census town) của quận Nagpur thuộc bang Maharashtra, Ấn Độ.

## Nhân khẩu
Theo điều tra dân số năm 2001 của Ấn Độ, Kanhan (Pipri) có dân số 21.840 người. Phái nam chiếm 51% tổng số dân và phái nữ chiếm 49%. Kanhan (Pipri) có tỷ lệ 74% biết đọc biết viết, cao hơn tỷ lệ trung bình toàn quốc là 59,5%: tỷ lệ cho phái nam là 79%, và tỷ lệ cho phái nữ là 67%. Tại Kanhan (Pipri), 12% dân số nhỏ hơn 6 tuổi.